# Elias Jelert
Elias Jelert Kristensen (* 12. Juni 2003) ist ein dänischer Fußballspieler. Jelert ist seit der Saison 2024/25 bei Galatasaray Istanbul unter Vertrag. Des Weiteren ist Jelert ein dänischer U21-Nationalspieler.

## Karriere

### FC Kopenhagen
Elias Jelert wechselte 2014 im Alter von elf Jahren von Virum-Sorgenfri Boldklub in das Nachwuchsleistungszentrum des Topklubs FC Kopenhagen. Am 17. Oktober 2021 gab er im Alter von 18 Jahren sein Profidebüt in der Superliga, als er beim 1:1-Unentschieden bei Sønderjysk Elitesport eingesetzt wurde. In der regulären Saison kam Jelert zu sechs Einsätzen und in der Meisterrunde lief er in fünf Partien auf, wobei er in den letzten drei Spielen als linker Außenverteidiger erste Wahl war. Der FC Kopenhagen wurde schließlich dänischer Meister. Des Weiteren spielte der Verein während der Saison international in der UEFA Europa Conference League, wo die Dänen das Achtelfinale erreichten und dort gegen den PSV Eindhoven ausschieden.

### Galatasaray Istanbul
Jelert wechselte am 25. Juli 2024 in die Türkei zu Galatasaray Istanbul und unterschrieb dort einen Fünfjahresvertrag. Galatasaray wird in den kommenden drei Jahren eine Ablöse von 9 Millionen Euro, verteilt auf sechs Raten, an den FC Kopenhagen bezahlen.

### Nationalmannschaft
Am 4. September 2021 debütierte Elias Jelert beim 6:1-Sieg im Freundschaftsspiel gegen Norwegen für die dänische U19-Nationalmannschaft. Er kam bis 2022 zu sechs Einsätzen und verpasste mit seiner Mannschaft die Teilnahme an der U19-Europameisterschaft 2022.
Am 14. März 2023 wurde Jelert von Trainer Kasper Hjulmand zum ersten Mal für die A-Nationalmannschaft Dänemarks berufen, als er für den Kader für die EM-Qualifikationsspiele gegen Finnland und Kasachstan nominiert wurde. Sein Debüt gab er am 17. Oktober 2023 im EM-Qualifikationsspiel in Serravalle gegen San Marino.

## Erfolge
FC Kopenhagen
- Dänischer Meister: 2022, 2023
- Dänischer Pokalsieger: 2023

Galatasaray Istanbul
- Türkischer Meister: 2025
- Türkischer Pokalsieger: 2025